# Willi Forst

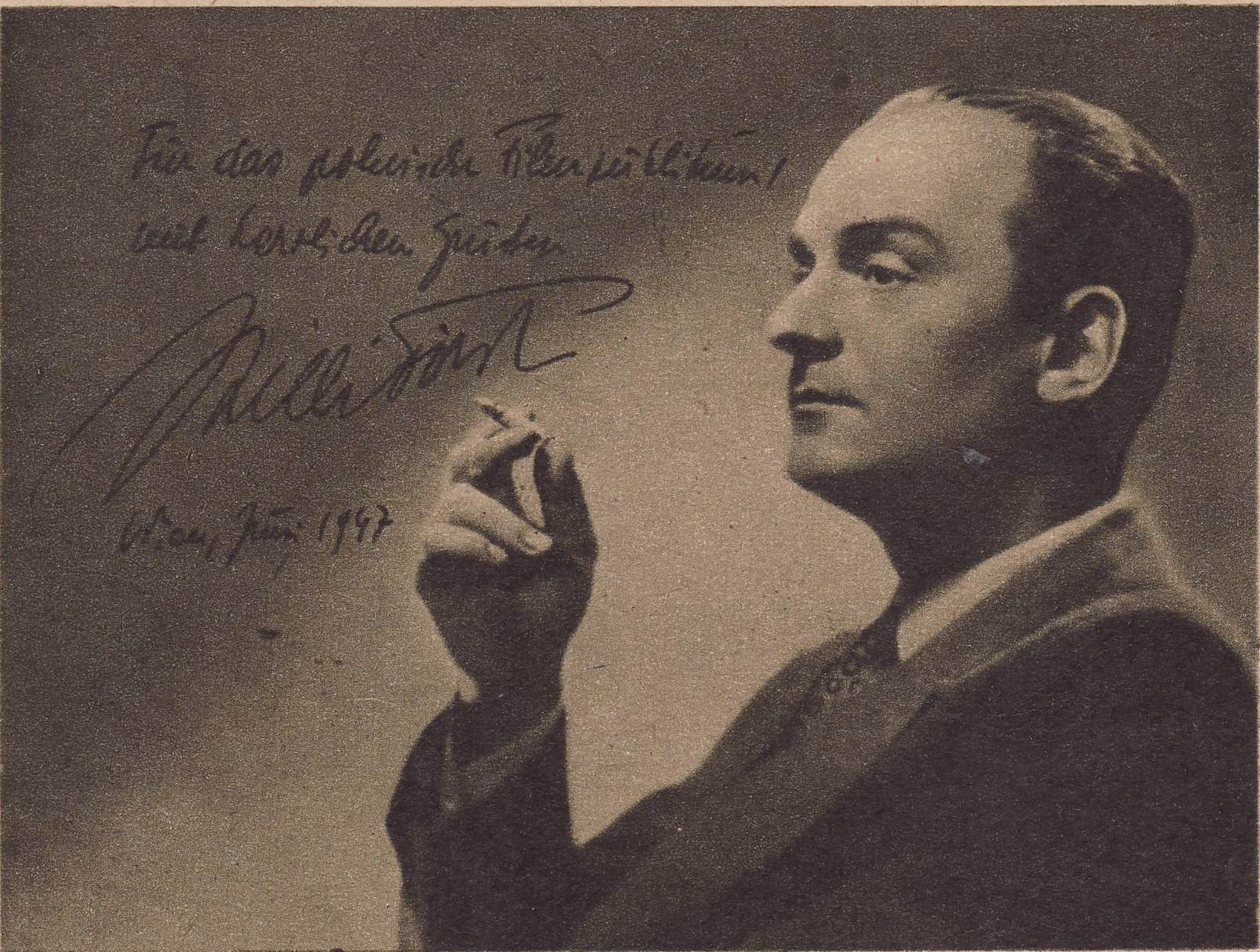
Willi Forst am 15. September 1947

Willi Forst singt Bel Ami, 1939

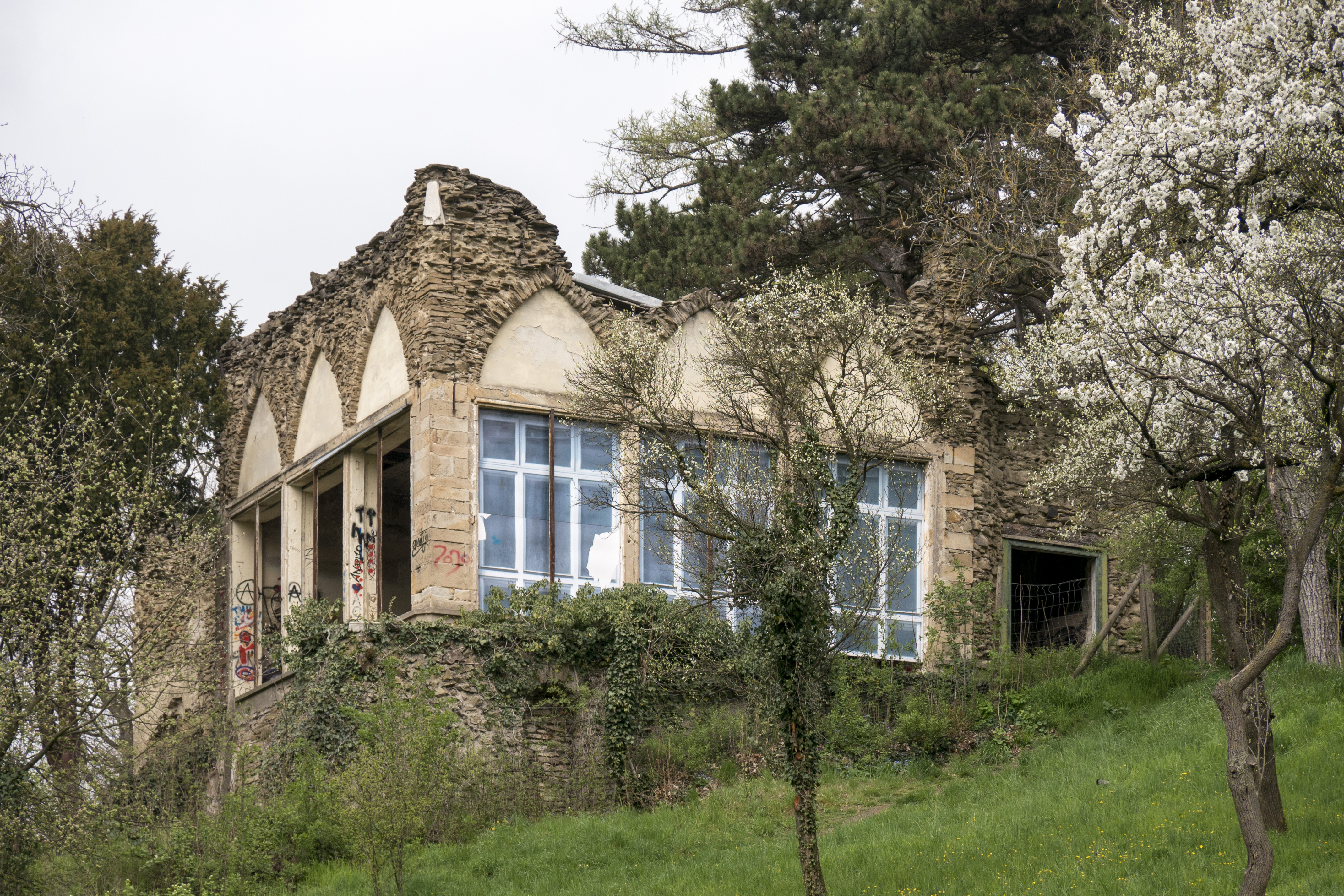
Ruinenvilla im Dehnepark

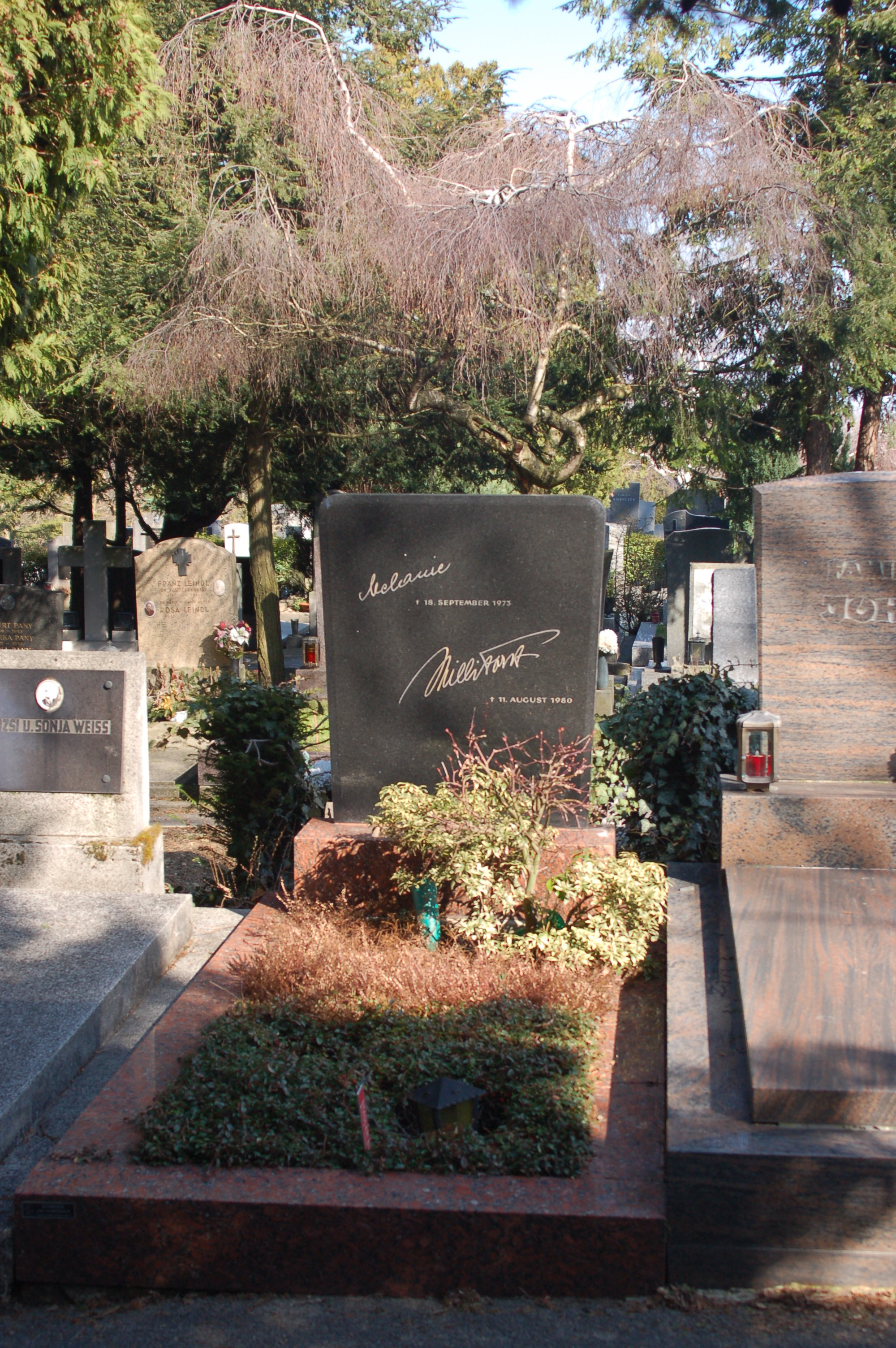
Grabmal, Neustifter Friedhof (2009)

Willi Forst, eigentlich Wilhelm Anton Frohs, (* 7. April 1903 in Wien; † 11. August 1980 ebenda) war ein österreichischer Schauspieler, Drehbuchautor, Regisseur, Produzent und Sänger. Als Schauspieler war er ein Publikumsliebling, als Regisseur einer der bedeutendsten Vertreter der musikalisch-komödiantischen Wiener Filme der 1930er-Jahre. Zahlreiche Schallplattenaufnahmen stammen von ihm, unter anderem charmante Wiener-Chansons für die Marke Odeon der Carl Lindström AG seit Mitte der 1930er Jahre.

## Leben
Willi Forst wurde als Sohn des Porzellanmalers Wilhelm Frohs und seiner Ehefrau Maria, geborene Perschl,  in Wien geboren, wo er die Realschule besuchte. Seine ersten Erfahrungen auf der Bühne sammelte er als Laienspieler. 1919 erhielt er, obwohl er keine professionelle Schauspielausbildung besaß, ein Engagement in Teschen. Seine erste Filmrolle erhielt er 1922 als Statist im österreichischen Monumentalfilm Sodom und Gomorrha. Nach und nach stieg er über mehrere Provinzbühnen die Karriereleiter empor und bekam 1925 als lyrischer Tenor einen Vertrag für Operetten und Revuen am Metropoltheater in Berlin. Dazwischen spielte er auch in Wien am Carltheater und am Apollotheater. Durch Max Reinhardt gelangte er 1928 an das Deutsche Theater.
Seine erste größere Rolle erhielt er 1927 neben Marlene Dietrich in Café Elektric. Wie auch Marlene Dietrich verdankte er diese Hauptrolle dem Filmproduzenten Sascha Kolowrat-Krakowsky, der den beiden somit zum Durchbruch als Schauspielstars verhalf. Willi Forst wurde rasch ein Star des Wiener Films, dessen Merkmal die Ähnlichkeit zur komischen Operette war. Er spielte, häufig mit Gesangseinlagen, viele unterschiedliche Charaktere vom Zuhälter und Mörder über Komponisten und Artisten bis zu galanten Offizieren.
Die 1930er- und 1940er-Jahre bildeten den Höhepunkt seiner Filmkarriere, die er ab 1933 auch als Regisseur bestritt. In jenem Jahr inszenierte er mit der Schubert-Biographie Leise flehen meine Lieder (1933) seinen ersten Film. Danach folgten in loser Folge seine bekanntesten und beliebtesten Spielfilme: Maskerade (1934), Allotria (1936), Burgtheater (1936), Bel Ami (1939), Operette (1940), Wiener Blut (1942) und Wiener Mädeln (1944/49). Mit seinen stimmungsvollen musikalischen Komödien, die häufig die Stadt Wien zur Jahrhundertwende als Hintergrund verwendeten, wurde er zum Liebling des Publikums.
Seit 1936 leitete Forst eine eigene Filmgesellschaft, die Wiener Willi Forst-Film, die in Berlin eine Zweitniederlassung hatte. 1937 wurde Forst, der von den Nationalsozialisten sehr geschätzt wurde, in den Aufsichtsrat der verstaatlichten Tobis AG und 1938 auch in den Aufsichtsrat der neu gegründeten Wien-Film berufen. Gemäß dem für die Wiener Filme vorgegebenen Motto „Kraft durch Freude“ konnte Willi Forst weiterhin unbeschwerte Komödien inszenieren. Er versuchte jedoch politische Themen aus seinen Filmen weitgehend herauszuhalten, weshalb er während der sieben Jahre nationalsozialistischer Herrschaft nur vier Filme inszenierte. Dem Filmkollegen Curd Jürgens soll er einmal gesagt haben: „Curd, mach nur keinen Film, in dem eine politische Situation zu zeigen ist. Du wirst eines Tages eine Antwort geben müssen.“ Forst hatte sich geweigert, in Veit Harlans Jud Süß die Titelrolle zu spielen, und auch Goebbels wollte den „Operetten-Fatzke“ in dem NS-Propagandafilm nicht sehen.
Nach dem Krieg erklärte Forst seine zu dieser Zeit inszenierten und produzierten, von der NS-Filmprüfstelle mit Filmprädikaten ausgezeichneten Filme wie Wiener Blut (1942) zum subtilen Protest: „Meine Heimat wurde von den Nationalsozialisten besetzt, und meine Arbeit wurde zu einem stillen Protest; es klingt grotesk, aber es entspricht der Wahrheit: meine österreichischsten Filme machte ich in der Zeit, als Österreich zu existieren aufgehört hatte.“
In der Nachkriegszeit blieben die großen Erfolge aus. Eine Ausnahme bildete lediglich der Film Die Sünderin (1950) mit Hildegard Knef in der Hauptrolle, der durch Proteste der katholischen Kirche zum Skandal avancierte, aber sieben Millionen Menschen ins Kino zog. Wien, du Stadt meiner Träume (1957) war sein letzter Film. Danach zog Forst sich aus dem Filmgeschäft zurück, da sein Stil, wie er resignierend meinte, nicht mehr gefragt sei. Er zog sich auf eine in Ruinenform errichtete Villa im Dehnepark in Wien zurück.
Nach dem Tod seiner Frau 1973 lebte er gänzlich zurückgezogen von der Öffentlichkeit, litt an Krebs und verbrachte die letzten Lebensjahre im schweizerischen Tessin. Er verstarb 1980 in Wien und wurde auf dem Neustifter Friedhof (Gruppe L, Reihe 10, Nummer 24) in einem ehrenhalber gewidmeten Grab beerdigt.
Im Jahr 1993 wurde in Wien-Döbling (19. Bezirk) der Willi-Forst-Weg nach ihm benannt.

## Filmografie (Auswahl)

### Schauspieler
- 1920: Der Wegweiser
- 1922: Sodom und Gomorrha
- 1922: Oh, du lieber Augustin
- 1922: Der verwechselte Filmstar
- 1923: Lieb' mich und die Welt ist mein
- 1924: Strandgut
- 1927: Die elf Teufel
- 1927: Café Elektric
- 1927: Die drei Niemandskinder
- 1928: Amor auf Ski
- 1928: Ein besserer Herr
- 1928: Rund um eine Million
- 1928: Ein Tag Film (Kurztonfilm)
- 1928: Unfug der Liebe
- 1928: Die blaue Maus
- 1928: Liebfraumilch
- 1929: Der Sträfling aus Stambul
- 1929: Die lustigen Vagabunden
- 1929: Fräulein Fähnrich
- 1929: Atlantik (erster Tonfilm)
- 1929: Die Frau, die jeder liebt, bist Du!
- 1929: Die weißen Rosen von Ravensberg
- 1929: Gefahren der Brautzeit
- 1929: Katharina Knie
- 1930: Das Lied ist aus
- 1930: Der Herr auf Bestellung
- 1930: Ein Burschenlied aus Heidelberg
- 1930: Ein Tango für Dich
- 1930: Petit officier… Adieu!
- 1930: Zwei Herzen im Dreivierteltakt
- 1931: Der Raub der Mona Lisa
- 1931: Die lustigen Weiber von Wien
- 1932: Der Prinz von Arkadien
- 1932: Ein blonder Traum
- 1932: Peter Voß, der Millionendieb
- 1933: So ein Mädel vergißt man nicht
- 1933: Brennendes Geheimnis
- 1933: Ihre Durchlaucht, die Verkäuferin
- 1934: Ich kenn' dich nicht und liebe dich
- 1935: Königswalzer
- 1938: Es leuchten die Sterne
- 1939: Ich bin Sebastian Ott (auch Regie)
- 1939: Bel Ami (auch Regie)
- 1940: Operette (auch Regie)
- 1944/49: Wiener Mädeln (auch Regie)
- 1952: Es geschehen noch Wunder (auch Regie)
- 1954: Weg in die Vergangenheit
- 1954: Bei Dir war es immer so schön
- 1955: Ein Mann vergißt die Liebe

### Regie
- 1933: Leise flehen meine Lieder
- 1934: The Unfinished Symphony
- 1934: Maskerade
- 1935: Mazurka
- 1936: Burgtheater
- 1936: Allotria
- 1937: Serenade
- 1939: Ich bin Sebastian Ott (auch Darsteller)
- 1939: Bel Ami (auch Darsteller)
- 1940: Operette (auch Darsteller)
- 1942: Wiener Blut
- 1943: Frauen sind keine Engel
- 1944/49: Wiener Mädeln
- 1951: Die Sünderin
- 1951: Es geschehen noch Wunder (auch Darsteller)
- 1952: Im weißen Rößl
- 1954: Dieses Lied bleibt bei dir
- 1956: Kaiserjäger
- 1957: Die unentschuldigte Stunde
- 1957: Wien, du Stadt meiner Träume

### Produktion
- 1947: Der Hofrat Geiger (nur Produktion)
- 1948: Die Frau am Weg
- 1949: Das Kuckucksei, auch Die Kinder der Liebe

## Auszeichnungen
- 1968: Bundesfilmpreis (Filmband in Gold) für sein Lebenswerk